# Klippans kulturreservat
För andra betydelser, se Klippan (olika betydelser).

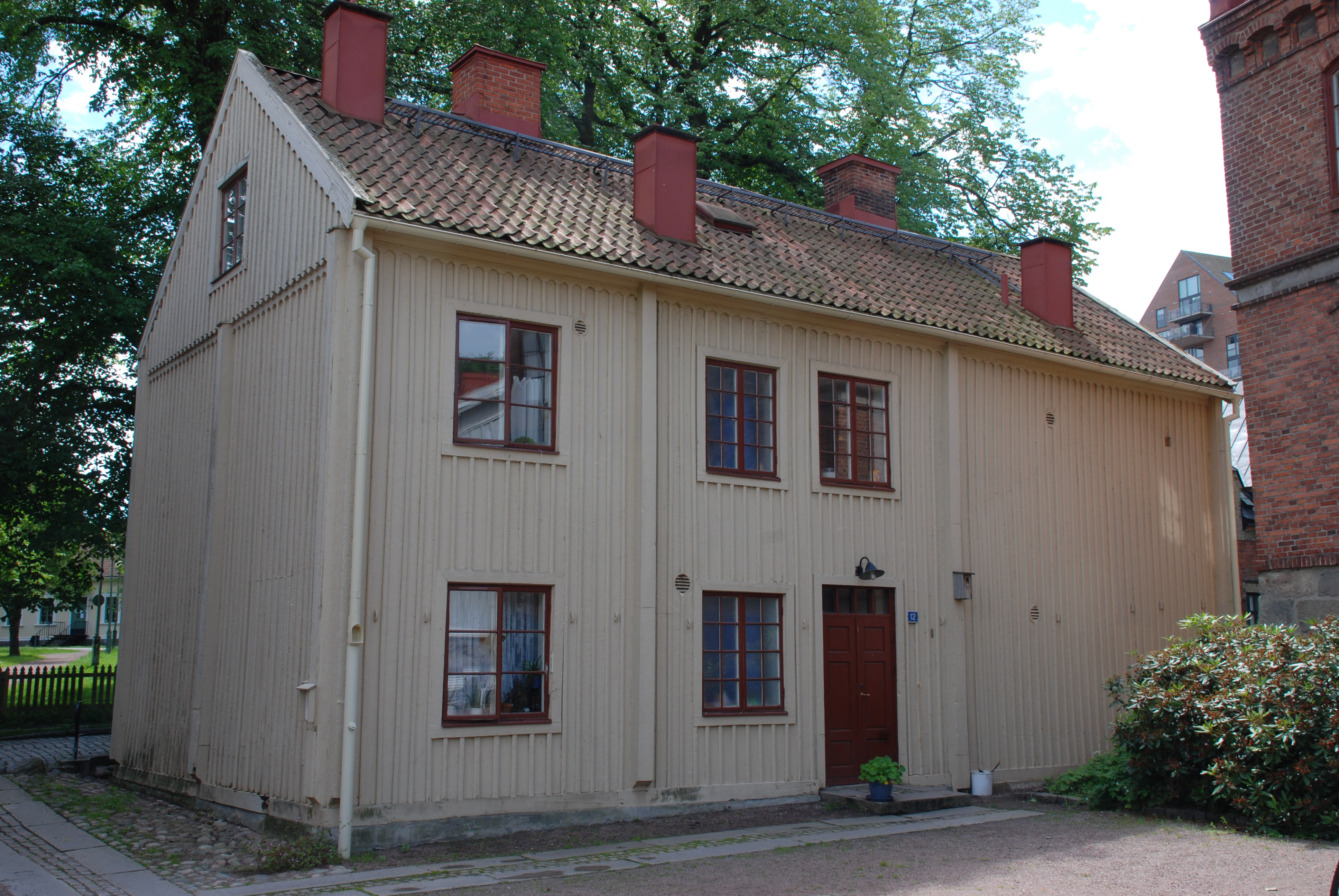
Klippans värdshus.

Klippans kulturreservat är ett kulturreservat vid området Klippan vid Södra älvstranden i Göteborg. Reservatet ingår i kommunens bevaringsprogram sedan 1975.
Området är bebyggt runt Gamla Älvsborgs fästning och hamnområdet vid Göta älv.

## Hamnområdet

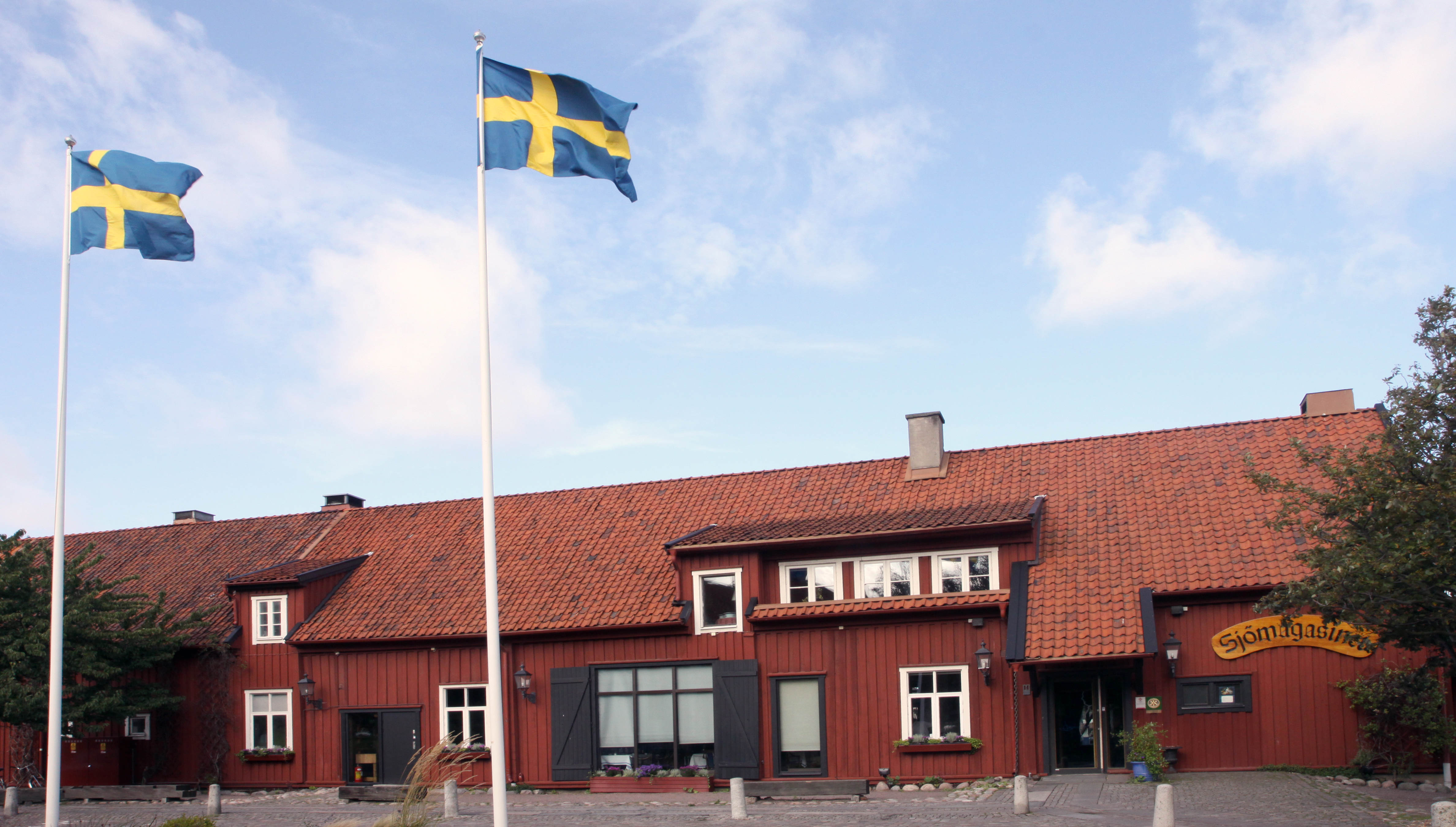
Ingång och framsida av Sjömagasinet

Till byggnader direkt kopplade till hamnen hör Sjömagasinet, Tullpaviljongen, byggd 1919, Corps de logie, uppfördes 1792 som ett lokalkontor åt Ostindiska kompaniet, Ankarsmedjan och Röda Byggnaden - Klippan 4, uppfördes 1762 som bagarstuga, användes därefter under lång tid av Tullen. Även Klippans värdshus, Klippan 12 med byggår 1762 kan räknas till hamnanläggning.

## Porterbruket

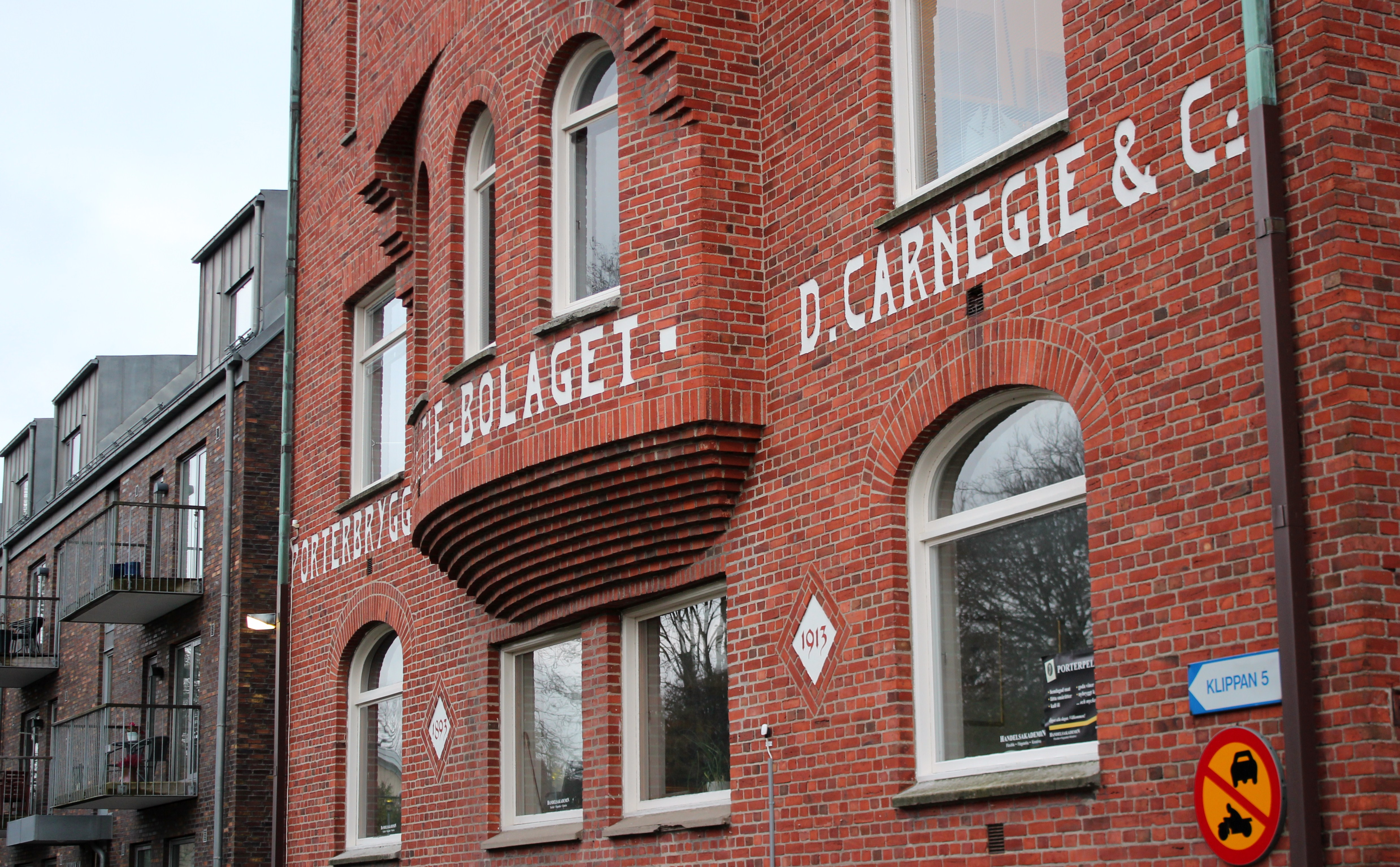
Kontor för Porterbryggeriaktiebolaget D. Carnegie & Co.

Området präglas också av det gamla Porterbruket, Klippan 1 vars huvudbyggnad med byggår 1812 nu är hotell Novotel. Till bruket är kopplat gamla kölnor, torkhus för malt och lin, med mera, tappningshus,  Porterkar vid Brahegatan 15 med byggår 1820, "Nordens största mäsk- och silkar", i bruk 1903-1947 och rymmer 800 hektoliter.Porterbrukets kontor. Klippan 1 C. Uppfört 1913 som huvudkontor för Carnegie porterbruk. Socker- och porterbruken hade då haft gemensamt kontor på Södra Hamngatan inne i staden sedan 1839. Här fanns styrelserum, kontor, laboratorium och en bostad för underbryggmästaren. Efter porterbryggeriets nedläggning 1975 har huset hyrts ut som kontor. 2002 byggdes det ihop med Lilla mälteriet. Lilla mälteriet. Klippan 1 D. Byggnaden finns på en plankarta från 1823 som ”nya mälteriet” (groddhus för korn). 1856 inreddes huset med sin första kölna (torkhus för malt); det är till dessa de svarta tornen hör. Efter nedläggningen av porterbruket 1975 stod huset mer eller mindre övergivet tills det helrenoverades i slutet av 1980-talet. 2002 byggdes huset ihop med porterbrukets kontorsbyggnad. Utbildningsföretag har funnits i lokalerna sedan 1990-talets början. Byggnaden vid porterbryggeriets entré. Klippan 3. Uppförd 1812 vid ingången till bryggeriområdet och därför ofta felaktigt kallad portvaktsstugan. På första våningen fanns två förmanslägenheter om två rum och kök och på övervåningen sex rum med delat kök för ensamstående arbetare. Den låga tillbyggnaden i söder lades till några år senare och nådde då ända ut till resterna av slottets gamla vallgrav. Tillbyggnaden vid entrén är från 1900-talet. Huset ingår sedan 1975 i Klippans kulturreservat. Ursprungligen var huset ett av två på var sin sida om entrén. Parhuset på älvsidan, Lorentska huset, stod klart 1813 och gjordes lite flottare för att locka en utländsk, helst engelsk, portermästare till bryggeriet. På 1850-talet blev det tjänstebostad för sockerbrukets chef. 1956 förstördes det i en brand och revs.

## Sockerbruket
Också det tidigare sockerbruket präglar området. Toppsockerfabriken vid Banehagsgatan 1 kallas även toppsocker- stationen, centrifugstationen och Stora slottet, stod klar 1901. Hans Hedlund ritade i nygotisk stil och gav byggnaden stark borgkaraktär genom torn och gavlar och en fyrlykta riktad mot hamninloppet. Höjden motsvarar ungefär det gamla Älvsborgs slott. Bygget raserade många av slottets lämningar men en del av ruinen blev kvar. Dit hör rester av den gamla grundmuren och en inmurad sten daterad 1588 som möter i huvudentrén. 1957 slutade tillverkningen och sedan Göteborgs stad övertagit och renoverat byggnaden flyttade hundratals konstnärer in i Konstnärernas Kollektivverkstad i början av 1970-talet. Sockerbrukets kontor vid Banehagsgatan 15 uppfördes 1848 som sockermagasin på mark som fyllts ut i slutet av 1700-talet. Både råsocker och färdigraffinerat socker har lagrats i lokalerna. Från slutet av 1890-talet när en kassör och fyra bokhållare flyttade in på övervåningen fungerade lokalerna som sockerbrukets lönekontor. Hösten 1917 flyttade också sockerbrukets övriga nio tjänstemän in från huvudkontoret på Södra Hamngatan. Efter sockerbrukets nedläggning 1957 har byggnaden använts som kontor, kurslokaler och kafé. Kraftstationen vid Sockerbruket stod klar 1899 då man började gå över från ångkraft till elektricitet på Carnegieska bruken. Den byggdes i första hand för sockerbruket men försörjde i början även porterbryggeriet med elektricitet och fungerade vid behov också som transformatorstation för växelström och likström. Vägg i vägg längs hela byggnadens baksida löpte fram till 1940 en panncentral som fick sitt kol via transportband från båtar på kajen. Kraftstationen var i bruk till 1957 då sockerbruket lades ner. Sedan 1963 har byggnaden använts som verkstad.

## Övriga byggnader
Bland de offentliga byggnaderna finns Sankta Birgittas kapell och Klippans skolhus vid Klippan 7.

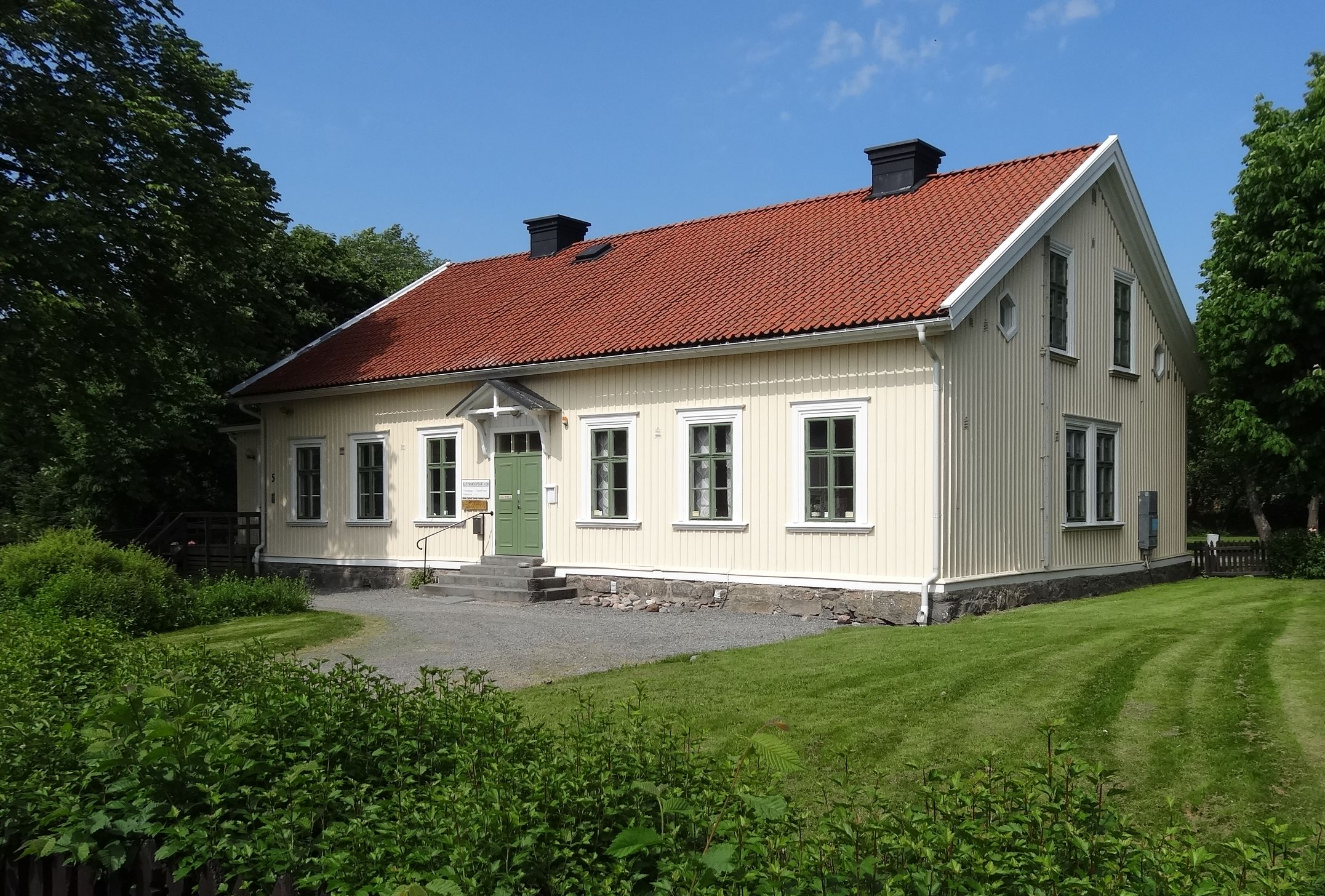
Mangårdsbyggnaden till Älvsborgs Kungsladugård från 1863, belägen i Klippans kulturreservat, sedd från väster.

Känd bland övriga byggnader är Älvsborgs Kungsladugårds huvudbyggnad vid Klippan 5 som uppfördes 1863. Dessutom finns Träbyggnaden vid Klippan 8, uppförd 1858, Tegelhuset vid Klippan 10 som är ett bostadshus, som togs i bruk 1880 och Tegelhusen, Klippan 14-24 uppförda 1856-1858. Arkitekt var Adolf W. Edelsvärd.
Rester från tidigare bebyggelse är Lusthuset, disponentvillan. Ett åttakantigt lusthus från slutet av 1700-talet samt en kamrerarevilla. Vid en gnejshäll från istiden återfinns rester av landshövding Lorentz Kristoffer Stobées trädgård.